# Syzygium crebrinerve
Syzygium crebrinerve ,  es una especie de árbol perteneciente a la familia de las mirtáceas. 

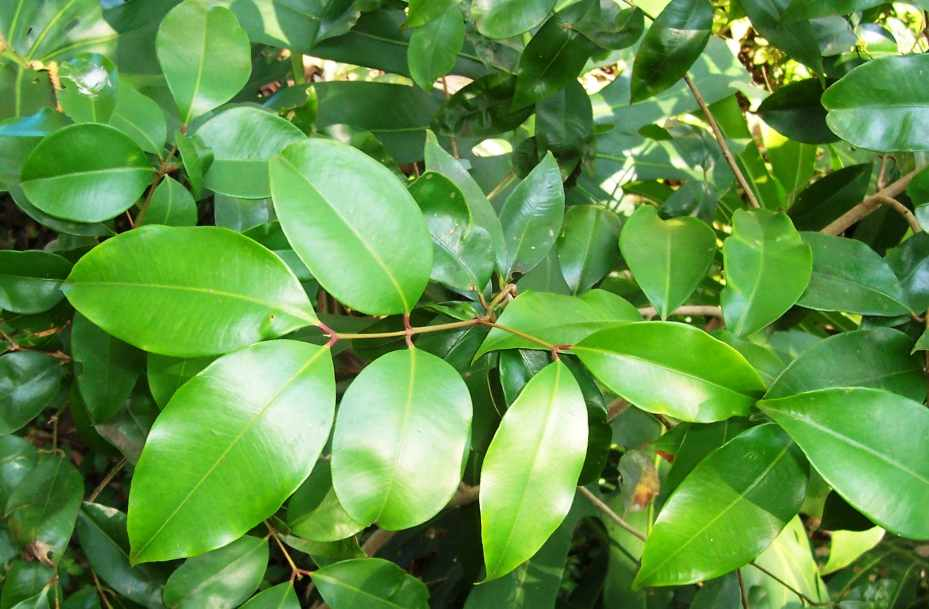
Syzygium crebrinerve - hojas.

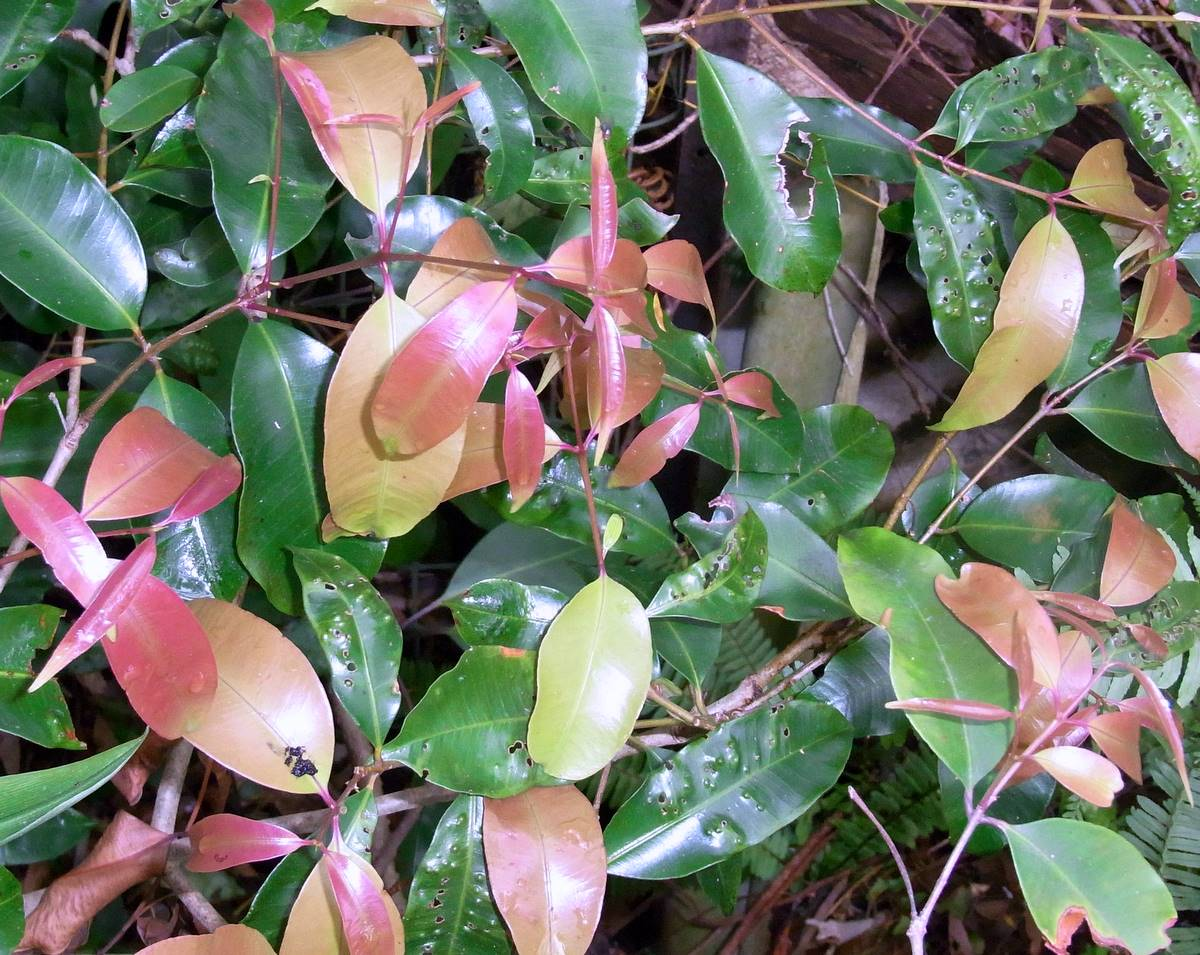
Hojas jóvenes

## Distribución y hábitat
Es un árbol común en Australia, crece desde los alrededores de Taree, Nueva Gales del Sur (31 ° S) hasta Calliope en Queensland (24 ° S). Nombres comunes incluyen cereza púrpura ("purple cherry"), "satinash rosa" ("rose satinash"), y gomero negro de agua ("black water gum"). El hábitat de Syzygium crebrinerve  son las selvas subtropicales en suelos basálticos o los aluviales fértiles.

## Descripción
Syzygium crebrinerve es un árbol de talla mediana, que ocasionalmente alcanza 45 metros de altura y un metro de diámetro en el tronco. La corona del árbol tiene una apariencia oscura y llena, sin embargo el nuevo crecimiento es de rojo brilloso. La corteza del árbol es de color gris/gamuza, con numerosas depresiones causadas por la muda de las escamas de la corteza. La nueva corteza viva es de color purpuráceo. Los Syzygium crebrinerve  de talla grande están significativamente ensanchados en la base.
Las hojas son, opuestas, simples, enteras, lanceoladas a anchas lanceoladas, De hasta 11 cm largo. Los márgenes están angostos en cada extremo y se desenfundan a una punta que se va estrechando. Las hojas jóvenes son rojas brillosas. Tienen puntitos aceitosos de varios tamaños, Los más grandes son apreciables a simple vista. Los tallos de las hojas miden 6 mm de largo. Las flores son blancas, apareciendo en noviembre y diciembre, en panículas en los extremos de los ramilletes. El fruto madura de enero a abril, siendo una baya, una forma común en muchos Syzygium. Los colores varían desde el rosa al púrpura. El fruto no es palatable, siendo seco y sin sabor.

## Cultivo
La germinación de la semilla es lenta, errática y no es segura. El fruto es propenso al ataque de insectos. Se recomienda sumergirlas semillas en agua para ahogar las larvas de los insectos. Los resultados de germinación varían del 27% al 100%. Los frutos son comidos por muchas aves del bosque lluvioso, incluyendo la paloma cabeza de nudo.

## Taxonomía
Syzygium crebrinerve fue descrita por (C.T.White) L.A.S.Johnson y publicado en Contributions from the New South Wales National Herbarium 3: 99. 1962.
Etimología
Syzygium: nombre genérico que deriva del griego: syzygos y significa "unido, reunido"
crebrinerve: epíteto latíno que significa "con abundantes nervios"
Sinonimia
- Eugenia crebrinervis C.T.White[4]